# Anatoly Riabinine
Anatoly Nikolaevich Riabinin
Anatoly Nikolaïevitch Riabinine (en russe : Анато́лий Никола́евич Ряби́нин, né le 11 juin 1874 et mort le 2 février 1942), est un géologue et paléontologue russe.

## Biographie
Dans les années 1910, Riabinine mène les premières expéditions paléontologiques dans la région de l'Amour. L'espèce Amurosaurus riabinini, de la famille des hadrosauridés, décrite à partir de 1991, en tire son nom. En 1925, il décrit le premier spécimen de dinosaure trouvé en Chine (dont la découverte remonte à 1914). Il le classifie d'abord comme étant du genre Trachodon (un nomen dubium), avant de le rebaptiser Mandschurosaurus amurensis en 1930.
Riabinine meurt en 1942, lors du siège de Leningrad. Plusieurs de ses œuvres sont publiées à titre posthume, dans la deuxième moitié des années 1940. C'est notamment le cas d'un article de 1946 portant sur les reptiles fossilisés trouvés en Crimée. Il décrit également Batrachognathus volans, un ptérosaure, en 1948.
En 2020, le nom Riabininohadros est officiellement attribué à un genre de dinosaure en l'honneur de Riabinine.